# 梅德諾戈爾斯基
梅德诺戈尔斯基（羅馬化：Mednogorskiy）是俄罗斯卡拉恰伊-切尔克斯共和国的市级镇，属乌鲁普区，位于库班河支流乌鲁普河畔，在区行政中心普列格拉德纳亚南、共和国首府切尔克斯克西南方。
该地2021年人口有5,131人；2010年人口5,960；2002年人口4,309；1989年人口5,516。